# Електронні компоненти

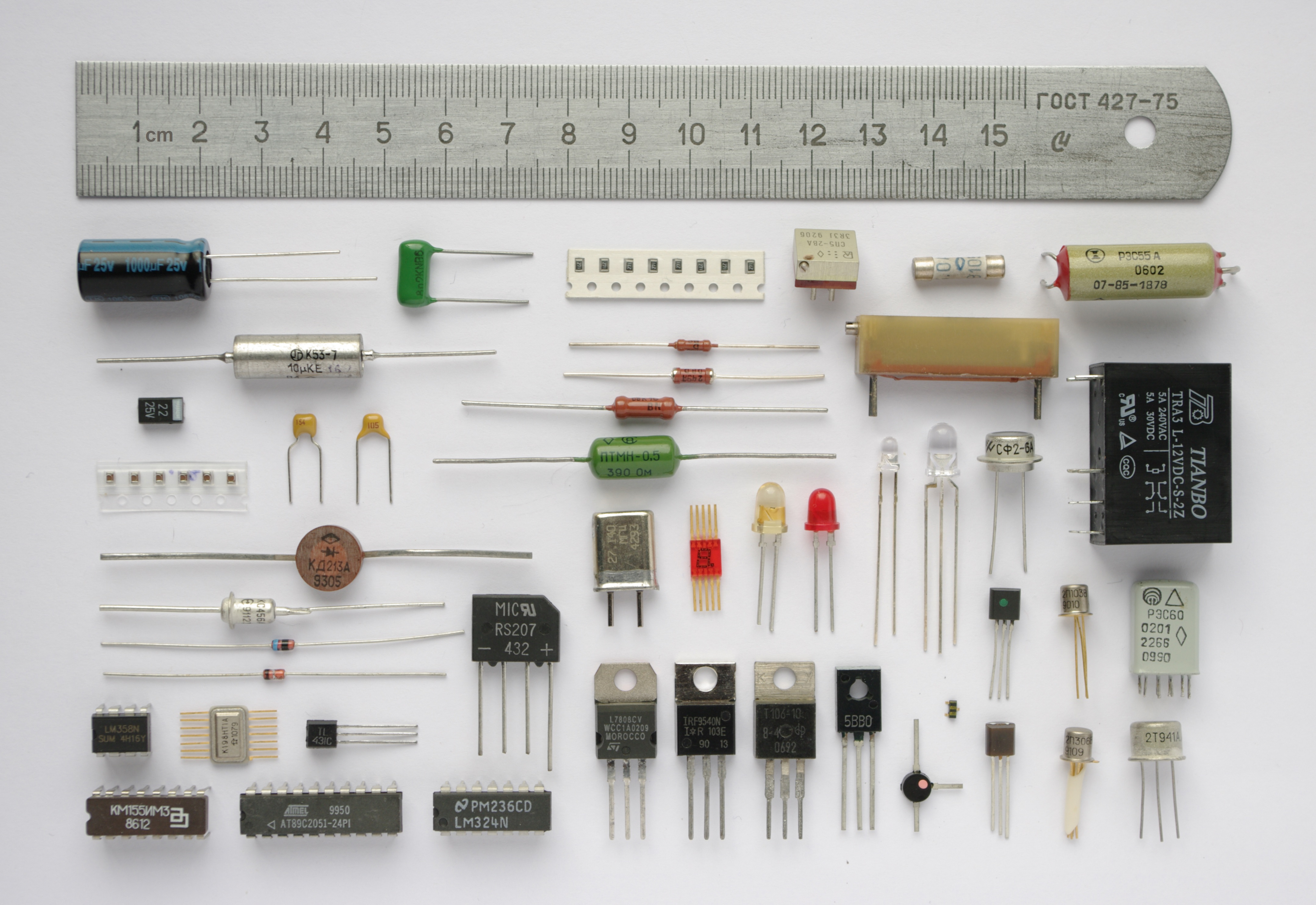
Радіодеталі

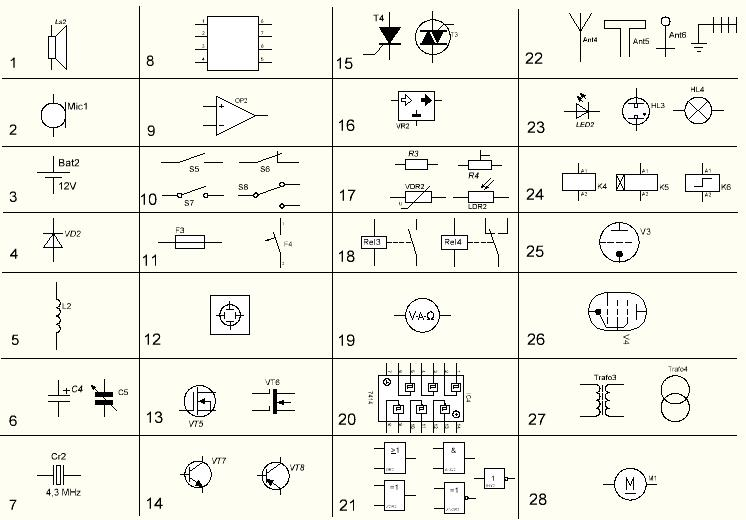
Зображення радіодеталей на схемах

Електро́нні компоне́нти — складові частини, елементи електронних приладів. Побутова назва електронних компонентів — радіодеталі, хоча й зустрічається в діловому письмі. Спочатку термін «радіодеталі» означав електронні компоненти, що застосовувались для виробництва радіоприймачів; потім повсякденна назва поширилося і на решту радіоелектронних компонентів та пристроїв, що вже не мають прямого зв'язку з радіо.

## Класифікація
Електронні компоненти поділяють на
- пасивні: резистори, конденсатори, соленоїди, мемристори
- активні : діоди, транзистори, мікросхеми
- електромеханічні: електричні з'єднувачі; перемикачі, реле і соленоїди
- оптоелектронні: світлодіоди, фотосенсори, дисплеї, лазери

Крім того, використовуються запобіжники для захисту від перенапруги і короткого замикання ; для подачі сигналу — лампочки і динаміки (гучномовці), для формування сигналу — мікрофон, відеокамера, датчики; для прийняття радіосигналу приймачу потрібна антена, а для роботи поза електричної мережі — електричний акумулятори та інші джерела живлення.
Найбільш поширеним на сьогодні методом конструювання і монтажу електронних компонентів на друкованих платах є технологія монтажу на поверхню — SMT (англ. surface mount technology). Компоненти для монтажу на поверхню називають чип-компонентами або SMD (англ. surface mounted device).

## Розміри та типи корпусів SMD

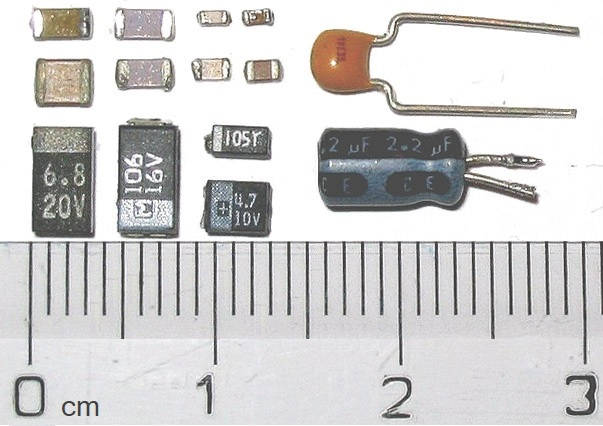
SMD-конденсатори (зліва), проти двох конденсаторів для печатного монтажу (праворуч)

Компоненти SMD випускаються різних розмірів і в різних типах корпусів:
- двоконтактні:
  - прямокутні пасивні компоненти (резистори і конденсатори):
    - 0,4 × 0,2 мм (дюймовий типорозмір — 01005);
    - 0,6 × 0,3 мм (0201);
    - 1,0 × 0,5 мм (0402);
    - 1,6 × 0,8 мм (0603);
    - 2,0 × 1,25 мм (0805);
    - 3,2 × 1,6 мм (1206);
    - 3,2 × 2,5 мм (1210);
    - 4,5 × 3,2 мм (1812);
    - 4,5 × 6,4 мм (1825);
    - 5,6 × 5,0 мм (2220);
    - 5,6 × 6,3 мм (2225);

  - танталові конденсатори:
    - тип A (EIA 3216-18) — 3,2 × 1,6 × 1,6 мм;
    - тип B (EIA 3528-21) — 3,5 × 2,8 × 1,9 мм;
    - тип C (EIA 6032-28) — 6,0 × 3,2 × 2,2 мм;
    - тип D (EIA 7343-31) — 7,3 × 4,3 × 2,4 мм;
    - тип E (EIA 7343-43) — 7,3 × 4,3 × 4,1 мм;

  - діоди (англ. small outline diode):
    - SOD-323 — 1,7 × 1,25 × 0,95 мм;
    - SOD-123 — 3,68 × 1,17 × 1,60 мм;
- 3-и контактні:
  - транзистори з 3 короткими виводами (англ. SOT):
    - SOT-23 — 3 × 1,75 × 1,3 мм;
    - SOT-223 — 6,7 × 3,7 × 1,8 мм;

  - DPAK (TO-252) — корпус, розроблений Motorola для розміщення напівпровідникових приладів з великим енергоспоживанням (3- і п'ятиконтактні варіанти);
  - D2PAK (TO-263) — корпус, аналогічний DPAK, але більший по розміру; приблизно TO220 для SMD-монтажа (3-, 5-, 6-, 7- або восьмививідні варіанти);
  - D3PAK (TO-268) — корпус, аналогічний D2PAK, але ще більший по розміру;
- з чотирма виводами і більше:
  - виводи в дві лінії по боках:
    - ІС в корпусі(англ. small-outline integrated circuit, скор. SOIC), розмір між виводами 1,27 мм;
    - TSOP (англ. thin small-outline package) — тонкий SOIC (тонкіший за SOIC по висоті), між виводами 0,5 мм;
    - SSOP — ущільнений SOIC, між виводами 0,65 мм;
    - TSSOP — тонкий ущільнений SOIC, між виводами 0,65 мм;
    - QSOP — розмір в чверть SOIC, між виводами 0,635 мм;
    - VSOP — QSOP ще меншого розміру, між виводами 0,4; 0,5 або 0,65 мм;

  - виводи в 4 лінії по боках:
    - PLCC, CLCC — ІС в пластиковому або керамічному корпусі з виводами, загнутими під корпус літерою J, між виводами 1,27 мм;
    - QFP (англ. quad flat package) — прямокутний корпус ІС різних розмірів;
    - LQFP — низькопрофільный QFP (1,4 мм висотою, різних розмірів);
    - PQFP — пластиковий QFP, 44 або більше виводів;
    - CQFP — керамічний QFP, схожий з PQFP;
    - TQFP — тонкіший за QFP;
    - QFN — QFP без виводів з радіатором;

  - масив виводів:
    - BGA (англ. ball grid array) — масив кульок з квадратним або прямокутним обрисом масиву виводів, зазвичай з кроком 1,27 мм;
    - LFBGA — низкопрофільный FBGA, квадратний або прямокутний масив, кульки припою з кроком 0,8 мм;
    - CGA — корпус з виводами з тугоплавкого припою;
    - CCGA — керамічний CGA;
    - μBGA (мікро-BGA) — масив кульок з кроком менше 1 мм;
    - FCBGA (англ. flip-chip ball grid array) — масив кульок на підкладці, до якої припаяний сам кристал с теплорозподільником, на відміну від PBGA ;
    - LLP — корпус без виводів.

## Зображення

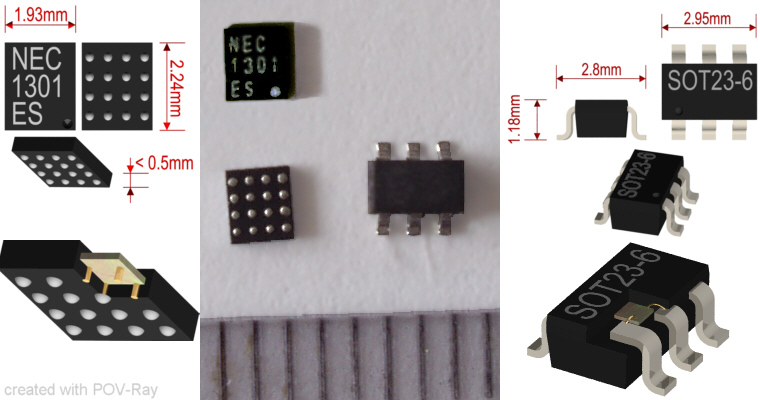
BGA16 і SOT23-6
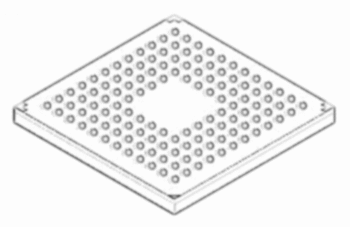
128-TFBGA
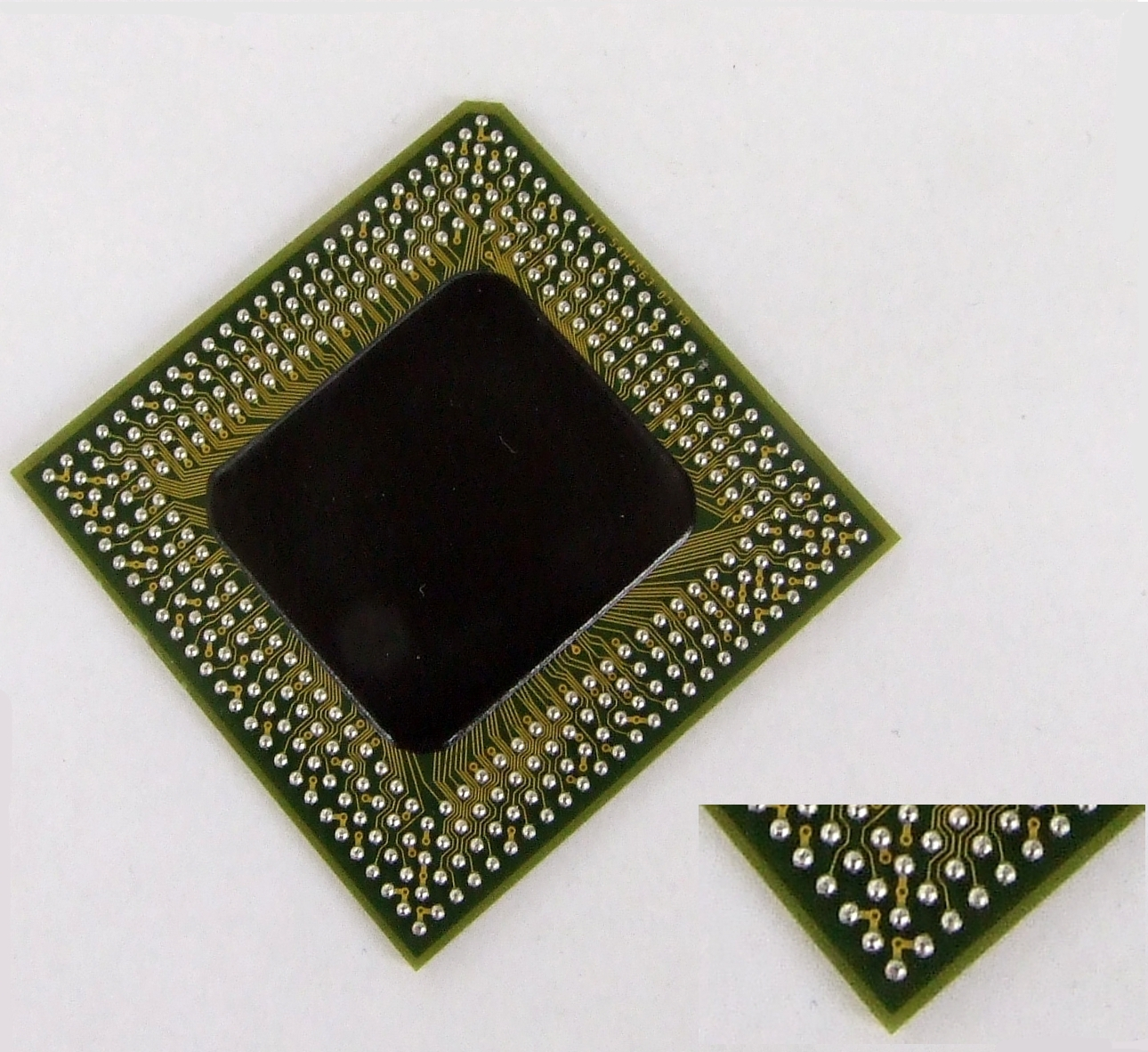
MediaGX BGA

## Рекомендована література
- Теоретичні основи комп'ютерних напівпровідникових електронних компонентів : навчальний посібник / [Азаров О. Д., Гарнага В. А., Сапсай Т. Г., Тарасенко В. П.] — Вінниця : ВНТУ, 2015. — 135 с. — ISBN 978-966-641-605-9.
- Матеріали і компоненти електроніки : Навчальна програма та методичні вказівки : Для студентів бакалаврату з напрямів підготовки 6.090800 «Електроніка», 6.050801 «Мікроелектроніка і наноелектроніка», 6.050802 «Електронні пристрої і системи» / уклад.: С. П. Надкерничний. – К. : Нац. техн. ун-т України «Київ. політех. ін-т», 2010. — 54 с. : іл.
- Тексти лекцій з дисципліни «Елементна база електронних апаратів» для студентів усіх форм навчання спеціальності 7.091003 «Електронна побутова апаратура». Частина 2 / упоряд. В. М. Світенко ; МОН України, ХНУРЕ. — Харків : ХНУРЕ, 2009. — 172 с. : іл. — 9.26.